# Équipe cycliste Sakarya BB
L'équipe cycliste Sakarya BB est une équipe cycliste turque, ayant le statut d'équipe continentale de 2019 à 2024.

## Histoire de l'équipe
Basée à Sakarya, l'équipe est issue du club cycliste de la ville. Elle détient une licence d'équipe continentale UCI entre 2019 et 2024. Le sponsor titre et fournisseur est le fabricant de vélos Salcano.
En 2019, l'équipe est composée uniquement de cyclistes turcs, mais elle s'est de plus en plus ouverte aux coureurs d'autres nations, principalement des régions limitrophes de la Turquie. Elle participe principalement aux courses cyclistes turques du calendrier UCI et du calendrier national. En 2019, lors de sa première saison, l'équipe décroche 20 victoires dans des courses UCI, dont 19 en Turquie, ce qui en fait l'une des équipes continentales les plus victorieuses.

## Dopage
Onur Balkan est suspendu du 28 juin 2022 au 27 juin 2025 en raison d'un contrôle positif à l'EPO. Aux mondiaux sur route de 2022, Mykhailo Kononenko termine 34e du contre-la-montre individuel. Il est par la suite disqualifié pour un contrôle positif au Tramadol, un analgésique qui est interdit en compétition. Il n'est pas suspendu, car le produit n'est pas considéré comme du dopage selon les règles de l'Agence mondiale antidopage.
Le 21 juillet 2023, à la suite d'un test effectué le 12 mars de la même année, Elchin Asadov est suspendu un an pour un contrôle positif à l'Acétazolamide, soit jusqu'au 17 juillet 2024,.

## Principales victoires

### Courses d'un jour
- Grand Prix Justiniano Hotels : 2019 (Onur Balkan)
- Tour de Ribas : 2019 (Onur Balkan)
- Bursa Orhangazi Race : 2019 (Onur Balkan)
- Bursa Yildirim Bayezit Race : 2019 (Mustafa Sayar)
- Grand Prix Velo Erciyes : 2019  (Onur Balkan)
- Fatih Sultan Mehmet Kirklareli Race : 2019 (Ahmet Örken)
- GP Belek : 2020 (Emre Yavuz)
- GP Mediterrennean : 2021 (Onur Balkan)
- Grand Prix Gazipasa : 2022 (Onur Balkan)
- Grand Prix Kapuzbaşı : 2022 (Mykhaylo Kononenko)

### Courses par étapes
- Tour de la mer Noire : 2019 (Onur Balkan)
- Tour of Central Anatolia : 2019 (Ahmet Örken)
- Tour of Kayseri : 2019 (Onur Balkan)
- Tour de Sakarya : 2022 (Mykhaylo Kononenko)

### Championnats nationaux
- Championnats d'Azerbaïdjan sur route : 1
  - Course en ligne : 2023 (Ali Gurbianov)
- Championnats de Turquie sur route : 7
  - Course en ligne : 2019 (Ahmet Örken), 2020, 2021 (Onur Balkan), 2022 (Mustafa Sayar)
  - Contre-la-montre : 2019 (Ahmet Örken), 2020 (Mustafa Sayar)
  - Course en ligne espoirs : 2019 (Halil İbrahim Doğan)
- Championnats d'Ukraine sur route : 1
  - Contre-la-montre : 2021 (Mykhailo Kononenko)

## Classements UCI
L'équipe participe aux épreuves des circuits continentaux et principalement les courses du calendrier de l'UCI Europe Tour. Le tableau ci-dessous présente les classements de l'équipe sur les circuits, ainsi que son meilleur coureur au classement individuel. 
UCI Europe Tour
| UCI Europe Tour | UCI Europe Tour        | UCI Europe Tour                           | UCI Europe Tour |
| Année           | Classement par équipes | Meilleur coureur au classement individuel |                 |
| --------------- | ---------------------- | ----------------------------------------- | --------------- |
| 2019            | 21e                    | Onur Balkan (97e)                         |                 |
| 2020            | 30e                    | Onur Balkan (210e)                        |                 |
| 2021            | 36e                    | Mykhailo Kononenko (295e)                 |                 |
| 2022            | 18e                    | Mykhailo Kononenko (231e)                 |                 |
| 2023            | 84e                    | -                                         |                 |
|                 |                        |                                           |                 |
| Source : UCI    |                        |                                           |                 |

L'équipe est également classée au Classement mondial UCI qui prend en compte toutes les épreuves UCI et concerne toutes les équipes UCI.
| Classement mondial | Classement mondial     | Classement mondial                        | Classement mondial |
| Année              | Classement par équipes | Meilleur coureur au classement individuel |                    |
| ------------------ | ---------------------- | ----------------------------------------- | ------------------ |
| 2019               | 41e                    | Onur Balkan (118e)                        |                    |
| 2020               | 54e                    | Onur Balkan (255e)                        |                    |
| 2021               | 60e                    | Mykhailo Kononenko (352e)                 |                    |
| 2022               | 38e                    | Mykhailo Kononenko (287e)                 |                    |
| 2023               | 151e                   | Musa Mikayilzade (1010e)                  |                    |
| 2024               | 127e                   | Burak Abay (608e)                         |                    |
|                    |                        |                                           |                    |
| Source : UCI       |                        |                                           |                    |

## Sakarya BB Pro Team en 2024
Effectif
| Effectif 2024            | Effectif 2024     | Effectif 2024 | Effectif 2024                         |
| Cycliste                 | Date de naissance | Pays          | Équipe précédente                     |
| ------------------------ | ----------------- | ------------- | ------------------------------------- |
| Burak Abay               | 1 janvier 1996    | Turquie       | Konya Büyükşehir Belediye Spor (2023) |
| Furkan Akcam             | 11 mars 2003      | Turquie       |                                       |
| Elgün Alizada            | 20 avril 1996     | Azerbaijan    | Synergy Baku Cycling Project (2018)   |
| Burak Başer              | 9 avril 2005      | Turquie       |                                       |
| Mahmud Mammadov          | 21 mai 2000       | Azerbaijan    | Lviv Cycling Team (2019)              |
| Stepan Mariamidze        | 31 mai 2005       | Russie        |                                       |
| Musa Mikayilzade         | 16 juin 1998      | Azerbaijan    | Centre mondial du cyclisme (2019)     |
| Alp Serdar Özsoy         | 15 septembre 2005 | Turquie       |                                       |
| Nikolai Pocherniaev      | 12 juin 2005      | Russie        |                                       |
| Sergey Rostovtsev        | 2 juin 1997       | Russie        | Beykoz Belediyesi Spor Kulübü (2023)  |
| Sefa Süleyman Temel      | 18 mars 2000      | Turquie       |                                       |
| Emir Uzun                | 19 mai 2002       | Turquie       | Spor Toto Cycling Team (2023)         |
| Emre Yuca                | 3 juillet 2004    | Turquie       |                                       |
|                          |                   |               |                                       |
| Source : ProCyclingStats |                   |               |                                       |

Victoires
| Victoires | Victoires                  | Victoires | Victoires | Victoires         | Victoires |
| Date      | Course                     | Pays      | Classe    | Vainqueur         |           |
| --------- | -------------------------- | --------- | --------- | ----------------- | --------- |
| 7 avr.    | 4e étape du Tour de Mersin | Turquie   | 2.2       | Sergey Rostovtsev |           |